# São Miguel
Otok São Miguel (portugalski za Svetog Mihovila) je najveći i najnapučeniji otok u Azorskom otočju s oko 140.000 stanovnika.

## Povijest
Ovo je bio drugi otok u Azorskom otočju na kojem su Portugalci 1427. osnovali naselje.

### 15. stoljeće
Vjeruje se da je otok otkriven između 1426. i 1439., a bio je zabilježen kao „Zeleni otok“. Naseljavanje je počelo 1439. kada je Henrik Pomorac dopustio naseljavanje stanovništva s područja Extremadura, Alto Alentejo, Algarve, te Madeire. Ovdje su se naselili i neki stranci, kao Francuzi i manjine kao što su Židovi i Mauri.
Zbog zemljopisnog položaja i plodnosti tla, otok se brzo gospodarski razvio. U to vrijeme otok je opskrbljivao vojne garnizone u sjevernoj Africi.

### 16. stoljeće
Prvi glavni grad otoka bio je Vila Franca do Campo koje je uništen u velikom potresu 1522. godine.
Nakon ove tragedije, naglo se razvio grad Ponta Delgada koji je postao novi glavni grad 1546. godine. Zbog spora oko nasljedstva nad otokom 1580., stanovništvo São Miguela pobijedilo je Francuze koji su podržavali Antónija I. u pomorskoj bitki kod Vila France.

### 17. i 18. stoljeće
Povratkom nezavisnosti Portugala 1640., otok opet postaje važno trgovačko središte, s novim vezama s Brazilom.
Iz razdoblja 18. stoljeća datiraju mnoge zgrade na otoku. Izgradnja tih zgrada u velikoj mjeri je financirana izvozom naranči u Veliku Britaniju.

### 19. stoljeće
Godine 1831. u Nordeste su se iskrcale snage budućeg vojvode od Terceire, čime je organiziran otpor apsolutističkim režimu. Iduće godine, nakon objave ustava i priznavanja Marije II. za kraljicu, vojska je napustila Ponta Delgadu. Nakon razdoblja portugalskog građanskog rata, nastavljen je gospodarski razvoj otoka, izgrađena je luka u Ponta Delgadi, a uvedene su i nove poljoprivredne kulture, kao čaj, ananas i duhan.

### 20. stoljeće
Razvojem ribarstva i poboljšanjem poljoprivrede, gospodarski razvoj otoka održao se do danas. trenutno je otok jedan od najdinamičnijih političko-upravnih središta, a na otoku se nalazi i sjedište vlade .

## Zemljopis
São Miguel je 64 km od istoka prema zapadu dugačak, te između 8 i 14 km širok. Otok nosi nadimak „Zeleni“ (Verde) zato što je velikim dijelom u nizinskom području prekriven poljima i livadama. Bivšu šumu laurisilvu zamijenila je danas egzotična vegetacija. U središtu otoka postoji nekoliko termalnih izvora. Na São Miguelu nalaze se tri stratovulkana, a visinsko područje otoka sastoji se od 270 povezanih vulkana.
Najviša točka otoka je Pico da Vara (1103 m).

## Općine
- Lagoa
- Nordeste
- Ponta Delgada
- Povoação
- Ribeira Grande (São Miguel)
- Vila Franca do Campo

## Vanjske poveznice
- (njem.)Informacije o otoku  Arhivirana inačica izvorne stranice od 11. prosinca 2008. (Wayback Machine)